# Mi Gente TV
Mi Gente TV es un canal de televisión por suscripción colombiano que basa su programación en videoclips musicales de música popular colombiana, ranchera y géneros similares. 

## Historia
Fue lanzado en 1991 por Royal Net Televisión en Colombia.